# Шурабская ГЭС
Шурабская ГЭС (Шуробская) — планируемая к строительству гидроэлектростанция в Таджикистане на реке Вахш мощностью 850 МВт. Должна выполнять роль контррегулятора для строящейся с 1976 года Рогунской ГЭС и стать второй ступенью Вахшского каскада ГЭС.
Стоимость строительства оценивается в 1 млрд долларов США.
Местоположение Шурабской гидростанции определено в 12,5 км ниже плотины Рогунской ГЭС и в 110 км восточнее Душанбе. После завершения строительства Рогунской ГЭС Шуробская гидростанция будет работать в её режиме и осуществлять ограниченное суточное регулирование.